# ATP Challenger Andijon
Der ATP Challenger Andijon (offiziell: Andijon Challenger) war ein Tennisturnier, das 1996 einmal in Andijon, Usbekistan, stattfand. Es gehörte zur ATP Challenger Tour und wurde im Freien auf Hartplatz gespielt.

## Liste der Sieger

### Einzel
| Jahr | Sieger         | Finalgegner     | Ergebnis      |
| ---- | -------------- | --------------- | ------------- |
| 1996 | Grant Stafford | Stéphane Simian | 6:2, 6:7, 6:4 |

### Doppel
| Jahr | Sieger                   | Finalgegner                  | Ergebnis |
| ---- | ------------------------ | ---------------------------- | -------- |
| 1996 | Geoff Grant Maurice Ruah | Mahesh Bhupathi Leander Paes | 6:4, 6:3 |